# Wrackbarsch
Der Wrackbarsch (Polyprion americanus) ist eine Art der gleichnamigen Familie (Polyprionidae) innerhalb der Barschverwandten. Der durch Überfischung teilweise vom Aussterben bedrohte Fisch lebt im östlichen und westlichen Atlantik und im Mittelmeer; als Verstecke nutzt er auch Schiffswracks, wodurch er seinen Namen erhielt.

## Merkmale
Der Wrackbarsch erreicht eine Länge von bis zu 2 Metern und ein Gewicht von bis zu 45 Kilogramm, als Maximalgewicht wurde 100 kg publiziert. Er besitzt einen gedrungenen, hochrückigen und seitlich abgeflachten Körper mit großem Kopf. Das Maul ist oberständig und reicht bis unter die großen Augen. Rücken und Seiten des Fisches sind braun bis blaugrün, Jungfische besitzen unregelmäßig verteilte, dunkle Flecken.
Im Gegensatz zu den Zackenbarschen, zu denen er früher gezählt wurde, besitzt der Kiemendeckel statt des gezackten Randes nur einen spitzen Dorn. Die Rückenflosse ist groß ausgebildet und hinter den 11 Hartstrahlen gekerbt, danach folgen 11 bis 12 Weichstrahlen. Die Analflosse hat 3 Hart- und 8 bis 10 Weichstrahlen.

## Verbreitung
Der Wrackbarsch ist ein im Ost- und Westatlantik sowie im Mittelmeer vorkommender Riff- und Felsbewohner. Dabei ist er im Ostatlantik von Norwegen bis zur Küste von Südafrika sowie um die Kanarischen und Kapverdischen Inseln und im Mittelmeer verbreitet. Im westlichen Atlantik reicht das Verbreitungsgebiet von Neufundland, Kanada, bis nach North Carolina, außerdem vor der südamerikanischen Küste von Uruguay bis Argentinien. Im westlichen Indischen Ozean ist er im Bereich der Insel Amsterdam und im südwestlichen Pazifik vor Neuseeland dokumentiert.

## Lebensweise

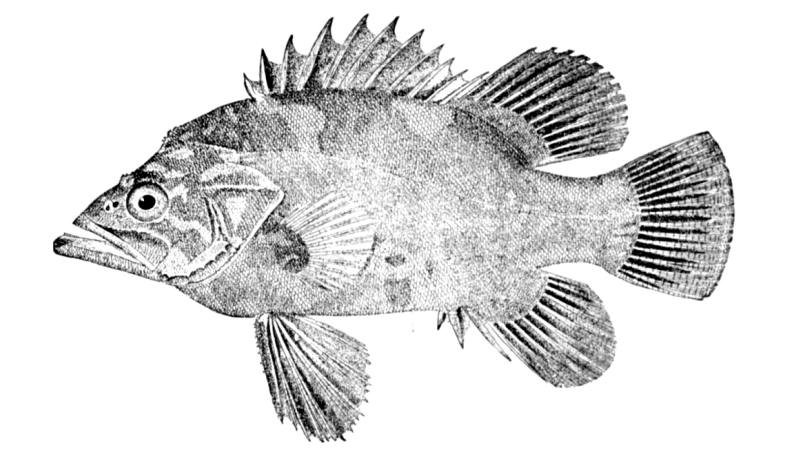
Wrackbarsch

Die Fische sind standorttreue Einzelgänger und leben in Tiefen bis zu 1.000 Metern über sandigem und felsigem Meeresgrund, nach anderen Quellen liegt die maximale Tiefe bei etwa 600 Metern und die Fische halten sich in der Regel um etwa 100 bis 200 Meter Tiefe auf. Gelegentlich wandern die Tiere in küstennähere Regionen. Ausgewachsene Tiere halten sich häufig in Höhlen und auch in Schiffswracks auf.
Sie ernähren sich vor allem von Krebstieren, Kopffüßern und kleineren Fischen.

## Gefährdung
In der Roten Liste der IUCN wird der Wrackbarsch aufgrund der weitgehend unbekannten Populationsgröße in der Kategorie „data deficient“ geführt. Die brasilianische Population wurde aufgrund des starken Fischereidrucks in der Roten Liste der IUCN als „critically endangered“ eingestuft und ist entsprechend vom Aussterben bedroht.